# 福地パーキングエリア
福地パーキングエリア（ふくちパーキングエリア）は、青森県三戸郡南部町の八戸自動車道上にあるパーキングエリア。「福地」は、旧福地村からきている。

## 歴史
- 1986年（昭和61年）11月27日 : 一戸IC - 八戸IC開通に伴い、供用開始。

## 道路
- E4A 八戸自動車道

## 施設

### 上り線（安代方面）
- 駐車場
  - 大型20台
  - 小型15台
- トイレ
  - 男性　大2（和式0・洋式2）・小5
  - 女性　5（和式0・洋式5）
  - 車椅子用　1
- 飲料自動販売機

### 下り線（八戸方面）
- 駐車場
  - 大型20台
  - 小型15台
- トイレ
  - 男性　大2（和式0・洋式2）・小5
  - 女性　5（和式0・洋式5）
  - 車椅子用　1
- 飲料自動販売機

## 隣
E4A 八戸自動車道
(4) 軽米IC - (5) 南郷IC - 福地PA - (5-1) 八戸JCT